# سرلاپیردین
سرلاپیردین (انگلیسی: Cerlapirdine) دارویی است که به عنوان درمان اختلالات شناختی مرتبط با بیماری آلزایمر و اسکیزوفرنی تحت بررسی است. در سال ۲۰۰۱، این دارو کارآزمایی مرحله دو را پشت سر گذاشت و روشن شد که دارای اثربخشی خوبی بوده و با عوارض جانبی خطرناکی همراه نیست. این دارو اثر خود را با عمل به عنوان آنتاگونیست گیرنده HT6-5 بر جای می‌گذارد.